# Henry Vane (2. hrabia Darlington)

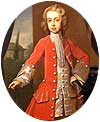
Henry Vane, 2. hrabia Darlington

Henry Vane (ur. 1726, zm. 8 września 1792 w Raby Castle) – brytyjski arystokrata i polityk, syn Henry’ego Vane'a, 1. hrabiego Darlington i lady Grace FitzRoy, córki 2. księcia Cleveland. Kształcił się w Christ Church w Oksfordzie i uzyskał tytuł Magistra Sztuk Pięknych.
W 1747 r. został kapitanem 5. Regimentu Pieszego Gwardii. W 1750 r. został awansowany do stopnia podpułkownika, zaś w 1779 r. został pułkownikiem. Był wielokrotnie członkiem Parlamentu z ramienia wigów. W latach 1749–1753 reprezentował Dowtown, zaś w latach 1753–1758 hrabstwo Durham. Po śmierci ojca w 1758 r. odziedziczył tytuł hrabiego Darlington i zasiadł w Izbie Lordów. W tym samym roku został Lordem Namiestnikiem Durham i pełnił ten urząd aż do śmierci.
19 marca 1757 r. w Londynie, poślubił Margaret Lowther (przed 1742 - 4 września 1800), córkę Roberta Lowthera, gubernatora Barbadosu i Catherine Pennington, córki sir Josepha Penningtona, 2. baroneta. Henry i Margaret mieli razem syna i dwie córki:
- Grace Vane (ur. i zm. 3 grudnia 1757)
- Elisabeth Vane (28 kwietnia 1759–1765)
- William Henry Vane (27 lipca 1766 - 29 stycznia 1842), 3. hrabia Darlington i 1. książę Cleveland

Darlington zmarł w wieku 66. lat i został pochowany w Raby Castle.